# Смирновский, Пётр Владимирович
Пётр Владимирович Смирновский (1846—1904) — русский преподаватель-филолог.

## Биография
Окончил 3-ю Санкт-Петербургскую гимназию (1865) и курс историко-филологического факультета Санкт-Петербургского университета.
Преподавал русский язык и словесность в Санкт-Петербургской 2-й прогимназии, в Кронштадтской гимназии (1870—1876), в 6-й (1876—1881) и 5-й (1881—1895) Санкт-Петербургских гимназиях.